# Близнецы (фильм, 1988)
«Близнецы́» (англ. Twins) — американская кинокомедия режиссёра Айвана Райтмана, вышедшая на экраны в 1988 году.

## Сюжет
В 1952 году группа учёных проводит эксперимент по зачатию идеального человека, для зачатия использовали генетический материал шести отцов, видных учёных и спортсменов. В результате на свет появляются двое малышей — близнецы Джулиус и Винсент Бенедикт, которые из-за сбоя при делении эмбриона совершенно не похожи друг на друга. Джулиуса воспитывают на отдалённом тропическом острове (300 миль юго-западнее Фиджи), он похож на идеал человека с физической и интеллектуальной точки зрения. Винсента, как ошибку эксперимента, отдают в приют, где он вырос полной противоположностью своему брату.
Проходит 35 лет. Джулиус, узнав о тайне своего рождения, решает найти своего брата. Винсент между тем вырос в уголовного типа, промышляющего угоном автомобилей и тёмными финансовыми махинациями. Братья встречаются в Лос-Анджелесе, и сразу выясняется, что их объединяет некая незримая духовная связь. За Винсентом охотится банда уголовников, которым он задолжал денег. Он угоняет автомобиль и, вместе с Джулиусом, пытается скрыться от преследователей. Джулиус защищает брата от гангстеров и предлагает вместе найти их биологическую мать, от которой их забрали сразу после рождения. Винсент не горит желанием отправиться на поиски. Тем временем выясняется, что в багажнике угнанного автомобиля находился украденный секретный прототип авиационного двигателя будущего, и компания — конкуренты разработчиков — обещает за него 5 млн долларов. Винсент прикидывается курьером, который должен был доставить двигатель, и присвоить все деньги. Под этим предлогом он отправляется в путешествие с Джулиусом, своей девушкой Линдой Мэнсон и её сестрой Марни. Между Джулиусом и Марни возникают чувства.
Четвёрка едет в Санта-Фе. Один из отцов близнецов найденный Джулиусом подсказал, что там можно будет найти одного из участников эксперимента - профессора Травена, который знает, где их мать Мэри Энн Бенедикт. Братья находят Травена, однако тот не желает им рассказывать об их матери, да ещё унижает Винсента, назвав его "побочным продуктом". Джулиус путем угроз все же заставляет Травена рассказать, где их мать, после чего утешает впавшего в отчаяние Винсента, после чего компания продолжает путешествие. Они находят место, где находится их мать. Она доживает свой век в пансионе для художников. Однако Мэри Энн не признала своих сыновей, так как ей сказали, что у неё был единственный ребёнок, да и тот умер сразу после рождения. 
Братья покидают приют. Окончательно разочарованный Винсент бросает попутчиков прямо на дороге и уезжает в Хьюстон для передачи двигателя заказчику. На месте обмена его пытается перехватить Уэбстер — преступник, который должен был доставить украденный двигатель. Джулиус, благодаря телепатической связи с братом, находит его и спасает в последний момент — Уэбстер убит сброшенной на него тяжёлой цепью. Братья возвращают находку и Винсенту достаётся 50 тысяч долларов. Джулиус и Винсент прославились на всю страну. Из газет о них узнаёт Мэри Энн, понимает, что они действительно её дети. Она приходит к Травену и не без рукоприкладства укоряет его за то что тот солгал ей, после чего воссоединяется со своими сыновьями. Братья женятся на Линде и Марни и у каждой пары рождаются близнецы.

## В ролях
- Арнольд Шварценеггер — Джулиус Бенедикт
- Дэнни Де Вито — Винсент Бенедикт
- Келли Престон — Марни Мейсон
- Хлоя Уэбб — Линда Мейсон
- Бонни Бартлетт — Мэри Энн Бенедикт
- Дэвид Карузо — Эл Греко
- Тони Джей — профессор Вернер
- Кэри-Хироюки Тагава — азиат
- Хью О’Брайан — Грейнджер

## Съёмочная группа
- Режиссёр: Айван Райтман
- Сценарий: Уильям Дэвис, Хершел Уайнгрод, Тимоти Харрис, Уильям Осборн
- Продюсер: Айван Райтман
- Оператор: Анджей Бартковяк
- Художник: Джеймс Д. Бисселл
- Композиторы: Рэнди Эдельман, Жорж Делерю
- Монтаж: Донн Кэмберн, Шелдон Кан

## Премии и номинации
- 1989 — номинация на премию Золотой глобус
  - лучшая песня
- 1990 — премия ASCAP
  - лидер кассовых сборов года
- 1990 — премия Kids Choice
  - Любимый актёр (Арнольд Шварценеггер)

## Сиквел
UniversaI Pictures планирует снять продолжение комедии 1988 года «Близнецы» с Арнольдом Шварценеггером и Дэнни Де Вито в главных ролях. В сиквеле «Тройняшки» (англ. Triplets) к своим ролям вернутся Шварценеггер и Де Вито, а также к ним присоединится ещё один более непохожий Близнец в исполнении Эдди Мерфи. Айван Райтман намерен опять занять режиссёрское кресло, однако сценарий будущей картины пока не готов.
В сентябре 2021 года началась работа над продолжением. Изменился состав съемочной группы – вместо выбывшего Эдди Мерфи роль третьего брата предложили сыграть Трейси Моргану. Съемки были назначены на январь 2022 года.